# Juraj Haulík
Juraj Haulík de Várallya (Trnava, 20 aprile 1788 – Zagabria, 11 maggio 1869) è stato un cardinale e arcivescovo cattolico slovacco naturalizzato croato.

## Biografia
Nacque a Nagyszombat, allora nel Regno d'Ungheria, oggi Trnava in Slovacchia, il 20 aprile 1788. Ricoprì per ben due volte distinte l'incarico di bano del Regno di Croazia.
Dopo aver studiato teologia e filosofia a Trnava, Esztergom e Vienna, venne eletto vescovo di Zagabria nel 1837. Nel 1840 ricoprì il suo primo mandato di bano, ereditando l'incarico dal generale Franjo Vlašić. Durante la sua carica introdusse la lingua croata nelle scuole pubbliche e fondò la Matica hrvatska, la più antica istituzione culturale croata, nel 1842.
Durante il suo episcopato, la diocesi fu elevata nel 1852 al rango di arcidiocesi metropolitana, in questo modo la Croazia ottenne un'autonomia anche ecclesiastica e lui assunse il rango di Primate di Croazia, che era "vacante" da quando l'ordinario dell'arcidiocesi di Spalato (già "primate di Dalmazia e di tutta la Croazia" dal X secolo) lo aveva perso nel 1828, dopo la degradazione a semplice diocesi.
Papa Pio IX lo elevò al rango di cardinale nel concistoro del 16 giugno 1856.
Morì l'11 maggio 1869.

## Genealogia episcopale e successione apostolica
La genealogia episcopale è:
- Cardinale Scipione Rebiba
- Cardinale Giulio Antonio Santori
- Cardinale Girolamo Bernerio, O.P.
- Arcivescovo Galeazzo Sanvitale
- Cardinale Ludovico Ludovisi
- Cardinale Luigi Caetani
- Cardinale Ulderico Carpegna
- Cardinale Paluzzo Paluzzi Altieri degli Albertoni
- Papa Benedetto XIII
- Papa Benedetto XIV
- Papa Benedetto XIV
- Cardinale Giovanni Carlo Boschi
- Cardinale Bartolomeo Pacca
- Papa Gregorio XVI
- Cardinale Lodovico Altieri
- Cardinale Juraj Haulík de Várallya

La successione apostolica è:
- Vescovo Joseph Schrott (1838)
- Vescovo Joannes Kraly (1855)